# 桂三枝の有限会社大企業
『桂三枝の有限会社大企業』（かつらさんしのゆうげんがいしゃだいきぎょう）は、1996年4月から1997年3月までテレビ大阪で放送されていたバラエティ番組。放送時間は毎週日曜 11:40 - 12:55 （日本標準時）、後に11:45 - 12:55に変更。

## 概要
従来の番組コンセプトと違うのは、タイトル通りに有限会社を立ち上げたことである。冠出演者の桂三枝（現・六代桂文枝）とテレビ大阪と吉本興業が各々100万円ずつを出資し、実際に会社を設立。社長には桂三枝こと河村静也が就任した。
「有限会社大企業」がプロデュースした商品は以下の通り。
- きつねの涙 - きつねうどんの味をした飴。何個か辛い味のする飴がある。パッケージデザインは飯島愛が担当。きくや製菓が販売。
- 大真打 - 大阪風お好み焼き用ソース。オタフクソースが販売。

ほかにも多数の商品があった。
ただ、テレビ大阪の放送エリアが狭いため（大阪府域局であり、近畿広域圏が対象ではない）、新商品を作り出しても思ったほど売れず、神戸の地ビール会社と共同制作したビール（商品名不詳）が酒税法上問題になったこともあり、番組は1年で終了した。
| テレビ大阪 日曜11:40枠 → 日曜11:45枠 | テレビ大阪 日曜11:40枠 → 日曜11:45枠             | テレビ大阪 日曜11:40枠 → 日曜11:45枠 |
| 前番組                               | 番組名                                           | 次番組                               |
| ------------------------------------ | ------------------------------------------------ | ------------------------------------ |
| 不明                                 | 桂三枝の有限会社大企業 （1996年4月 - 1997年3月） | クイズ!何ぼのモンじゃ                |